# Грийн Вали
Грийн Вали (Green Valley, „Зелена долина“) е населено място в окръг Солано, щата Калифорния, Съединените американски щати.
Има население от 1859 души (2000). Общата площ на Грийн Вали е 21,4 кв. км (8,3 кв. мили).
1. ↑  data.census.gov //   Посетен на 1 януари 2022 г.